# Montgaillard, Landes

Montgaillard este o comună în departamentul Landes din sud-vestul Franței. În 2009 avea o populație de 571 de locuitori.

## Evoluția populației
| An        | 1975 | 1982 | 1990 | 1999 | 2006 | 2009 |
| --------- | ---- | ---- | ---- | ---- | ---- | ---- |
| Populație | 443  | 462  | 464  | 484  | 556  | 571  |